# 長野県道410号柏尾戸狩停車場線
長野県道410号柏尾戸狩停車場線（ながのけんどう410ごう かしおとがりていしゃじょうせん）は、長野県飯山市を走る一般県道。

## 概要

### 路線データ
- 起点：飯山市大字瑞穂豊字柏尾（長野県道38号飯山野沢温泉線交点）
- 終点：飯山市照里（飯山線戸狩野沢温泉駅）

### 道路施設
- 柏尾橋（千曲川・飯山市）

## 地理

### 通過する自治体
- 長野県
  - 飯山市

### 交差する道路
- 長野県道38号飯山野沢温泉線 - 飯山市大字瑞穂豊字柏尾（起点）
- 国道117号 - 飯山市大字瑞穂豊字柏尾 ※一部重複
- 長野県道408号箕作飯山線 - 飯山市常郷・飯山市照里（戸狩野沢温泉駅前、終点）間